# Versuchsstelle Gottow
Im Rahmen des deutschen Uranprojektes wurde westlich der Heeresversuchsanstalt Kummersdorf die Chemisch-physikalische- und Atom-Versuchsstelle Gottow der Wehrmacht eingerichtet. Sie gehörte zur Heeresversuchsanstalt Kummersdorf, benannt als „Wa Prüf 11 – Abteilung Sondergerät“, in Kummersdorf-Gut, heute ein Ortsteil der Gemeinde Am Mellensee (Landkreis Teltow-Fläming, Brandenburg).

## Einführung
Im Westen von Kummersdorf-Gut, neben den beiden kaiserlichen Schießbahnen, wurde die um 1926 entstandene Versuchsstelle Gottow (auch Vers. Gottow genannt) der Abteilung Forschung des Heereswaffenamtes (HWA) eingerichtet. General Karl Becker gründete 1926 die übergeordnete Zentralstelle für Heeresphysik und Heereschemie. Auf dem Versuchsgelände wurden von der Reichswehr aus diesem Grund Doktoranden angeworben und zum großen Teil in Kummersdorf-Gut eingesetzt. 1929 wurde die Zentralstelle für Heeresphysik und Heereschemie als Reichswehrdienststelle geführt. Man setzte in der militärischen Forschung 1933 neue Prioritäten. Die praktische Umsetzung beinhaltete allerdings eine zu geringe Ausstattung mit Geld, Material, Ausrüstung und qualifizierten Arbeitskräften, um die angestrebten Ziele zu verwirklichen. So wurde von den geplanten 1000 Arbeitsplätzen nur ein Bruchteil eingerichtet. Ab 1943 bis kurz vor der Kapitulation der Wehrmacht vergab man etwa 120 Aufträge an die militärische Forschung, meist mit Dringlichkeit und Geheimhaltungsstufe. Die Präsenz des Sicherheitsdienstes des Reichsführers-SS (SD) zeigte die hohe Priorität der Anlage.
Folgende Forschungseinrichtungen tauschten ihr Wissen mit der Versuchsstelle Gottow aus:
- Kaiser-Wilhelm-Institut für Physik in Berlin-Dahlem,
- Kaiser-Wilhelm-Institut für Physikalische Chemie und Elektrochemie in Berlin-Dahlem,
- das II. Physikalische Institut der Friedrich-Wilhelms-Universität,
- die Wehrtechnische Fakultät V der Technischen Hochschule Berlin,
- die Chemisch-Technische Reichsanstalt (CTR) in Berlin,
- das Forschungslaboratorium für Elektronenphysik von Manfred von Ardenne in Berlin-Lichterfelde,
- das Institut für Physikalische Chemie der Universität Hamburg,
- die Universität Heidelberg,
- die Universität Göttingen,
- die theoretisch- und experimental-physikalischen Institute der Universität Leipzig,
- private Forschungseinrichtungen der Rüstungsindustrie.

1943 zogen die Forscher der Berliner Einrichtungen nach Gottow um, da die vermehrten Luftangriffe der Alliierten auf die Stadt einen störungsfreien Forschungsbetrieb nicht mehr ermöglichten.
Mit dem Einmarsch der Roten Armee 1945 in Brandenburg und der absehbaren Niederlage im Zweiten Weltkrieg flüchteten die Wissenschaftler auf den Truppenübungsplatz Hillersleben bei Magdeburg. Aus diesem Grund wurden viele Unterlagen vernichtet. Nachdem bekannt wurde, dass die Streitkräfte der Vereinigten Staaten kurz vor Magdeburg stünden, flohen die Forscher zurück nach Gottow. Am 20. April 1945 wurde befohlen, die Versuchsstelle zu verlassen. Die sowjetische Armee verbrachte die verbliebenen Unterlagen und die Ausrüstung der Versuchsstelle in die Sowjetunion. 

## Projekte

### Raketentechnik
Wernher von Braun wurde ab 1929 ein Mitarbeiter Hermann Oberths und ab 1937 der technische Leiter des Entwicklungsprogramms für militärische Raketen in Gottow sowie später in der Heeresversuchsanstalt Peenemünde. 1933 stellte von Braun in Gottow die Rakete Aggregat 1 (A1) fertig, die aufgrund einer Fehlkonstruktion nicht flugfähig war. Das Nachfolgemodell, die A2, startete erfolgreich und erreichte bereits einige Kilometer Höhe. Die 1936 entwickelte A3 war bereits so groß, dass zu ihrem Test ein Umzug nach Peenemünde in diese HVA zwingend erforderlich wurde, der Test schlug jedoch fehl.

### Nukleartechnik

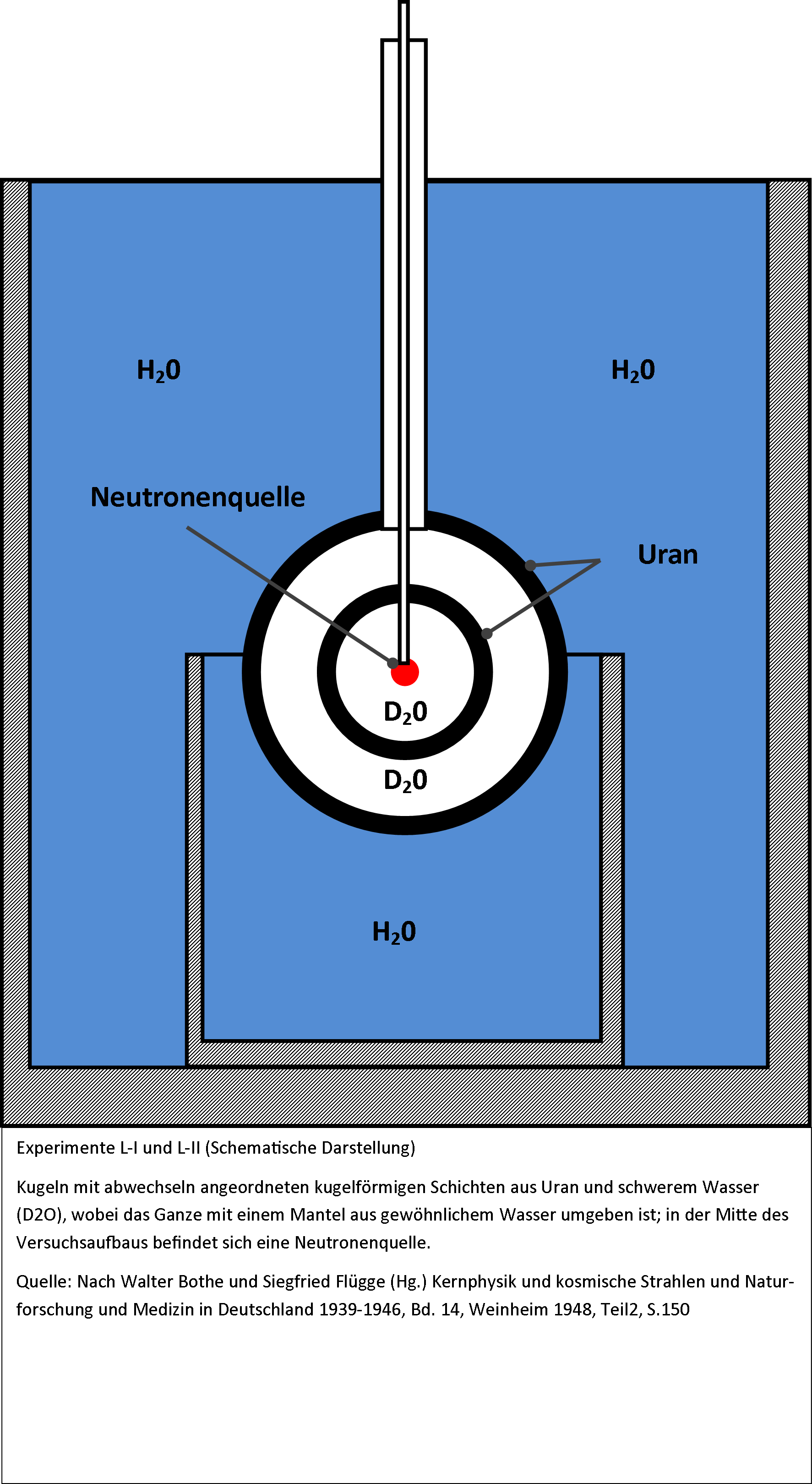
1942 Versuchsaufbau G II

Im Rahmen des Uranprojekts sollte die 1938 von Otto Hahn und Fritz Straßmann entdeckte Kernspaltung technisch nutzbar gemacht werden. Kurt Diebner hatte das Ziel, einen lauffähigen Nuklearreaktor zu entwickeln. Dazu führte er mit seinem Team in drei Versuchsreihen (Versuche G I bis G III) durch. Die Versuchsaufbauten bestanden aus einer Neutronenquelle, Würfeln aus Natururan und Paraffin oder Schwerem Wasser als Moderator. Die Gruppe befand sich in Konkurrenz um die knappen Materialien mit entsprechenden Forschungsvorhaben unter der Leitung von Werner Heisenberg.
1942: Beim Versuch G-I füllten die Forscher 25 t Uranoxid, verteilt auf 6.800 Würfel, in 4 t würfelförmiges Paraffin. Das Ziel der Anordnung, eine höhere Neutronenausbeute, konnte nicht erreicht werden.
1943: Der Versuch G-II wurde Anfang 1943 nicht in Gottow, sondern in der Chemisch-Technischen Reichsanstalt in Berlin durchgeführt. In Abwandlung zu G-I wurde auf das Haltungsmaterial verzichtet; statt des Uranpulvers wurde erstmals in Würfelform gegossenes Uranmetall verwendet. Das symmetrische Gitter aus 108 Uranwürfeln (Metallgewicht: 232 kg) wurde in 189 Litern schwerem Wasser als Moderator eingefroren. Die Neutronenausbeute war deutlich höher als bei den bisherigen Versuchen Heisenbergs in Leipzig.
1943: Im Versuch G-III a wurde die Würfelanordnung verbessert. Etwa 240 Uranwürfel wurden an Drähten so aufgehängt, dass der Abstand zwischen den Würfeln wie bei G-II bei 14,5 cm blieb; jedoch wurde die kreisrunde Anordnung der Würfel gegen die kubisch dichteste Würfelpackung ersetzt. Die Würfelmittelpunkte bilden so in jeder Schicht ein quadratisches Gitter. Obwohl G-III relativ geringe Ausmaße hatte (250 cm × 230 cm), ergab sich eine außerordentlich hohe Neutronenvermehrung.
1944: Im Frühjahr kam es nach mehreren dokumentierten Reaktorversuchen in Gottow zu dem Versuch G III b mit 564 kg Uranwürfeln und knapp sechshundert Litern schwerem Wasser. Die Auswertung der Versuche ergab für G III b eine Neutronenvermehrung um 106 Prozent. Diese Werte lagen deutlich über allen zuvor erreichten Ergebnissen. Diebners Reaktorkonzept hatte seine Tauglichkeit bewiesen. Im Herbst 1944 begann Diebner in Gottow mit einem neuen Reaktorversuch, dessen Umstände bis heute nicht eindeutig geklärt sind. Offensichtlich kam es in der kerntechnischen Anlage dabei zu einem Unfall, der nach heutigen Kriterien im Umfang als meldepflichtig gelten würde und in dessen Folge Mitarbeiter verstrahlt worden sind.
Der Gruppe gelang es nicht, bis zum Kriegsende 1945 eine stabile Kettenreaktion in Gang zu bringen.

### Chemische Kampfstoffe
Zur produktionsfähigen Entwicklung des chemischen Kampfstoffs Chlortrifluorid, „N-Stoff“, wurde 1939 der Bunker Falkenhagen als unterirdische Fabrik mit 14.000 m² errichtet, wo auch der chemische Kampfstoff Sarin produziert werden sollte.

## Aufbau der Anlage
Die Anlage der Versuchsstelle bestand aus zwei parallelen über 500 m langen Gebäudeblöcken, einem Munitionsbunker und einer Versuchsschießbahn. Beide Gebäudeblöcke waren in insgesamt fünf Gebäudegruppen unterteilt. Sie bestanden je aus acht Versuchshallen, die über einen massiven vor Splittern geschützten unterirdischen Gang zentral erschlossen waren. Weitere kleinere Gebäude mit Laboratorien und Prüfständen, getrennt durch hohe Splitterschutzwälle, waren am nördlichen Block angeschlossen. Die Verbindung erfolgte ebenfalls über einen weiteren teilunterirdischen Gang.
Die beiden Hauptgebäudeblöcke waren untereinander über insgesamt drei unterirdische Medienstollen miteinander verbunden, der südliche Block war komplett unterkellert. Nordwestlich des nördlichen Blockes befand sich die Schießbahn, mit einem massiven Geschossfangkorb aus Stahlbeton am Ende der Bahn. Im Südosten standen ursprünglich mehrere Verwaltungsgebäude, diese wurden nach dem Krieg abgerissen und Neubauten errichtet. An der Westseite der Blöcke befand sich ein kleiner Munitionsbunker, bestehend aus drei Räumen und insgesamt drei Zugängen. Die Forschungsgruppe Diebner nutzte die beiden letzten Gebäude am westlichen Ende des südlichen Blockes, weiter südwestlich war der Versuchsreaktor. Viele der Gebäude verfügten über eine Feldbahnanbindung mit 750 mm Gleisen, ein vor Splittern geschützter Feldbahnhof befand sich im südlichen Gebäudeblock, eine Verbindung bestand nach Kummersdorf-Gut.

## Nach Kriegsende
Nach dem Ende des Krieges 1945 wurde die gesamte Anlage zunächst demontiert und die Laboreinrichtungen als Reparationszahlung in die Sowjetunion transportiert. Anschließend plünderten die Bewohner der umliegenden Dörfer die Anlage. Soldaten der Sowjetischen Besatzungstruppen in Deutschland sprengten 1945 weite Teile der Anlage. Die Gruppe der Sowjetischen Streitkräfte in Deutschland (GSSD) erklärte das Gelände zum militärischen Sperrgebiet, ein Munitionslager wurde auf den Ruinen der ehemaligen Versuchsstelle errichtet. Dabei wurden das Gangsystem zwischen den Gebäuden gesprengt oder zugemauert, viele Wände abgerissen und neue Wände an die bestehenden Strukturen angemauert.
Die Fundamente und das Containment des Versuchsreaktors aus Stahlbeton blieben erhalten, das darüber angeordnete hölzerne Prüfgebäude mit dem Versuchsreaktor wurde abgerissen. Durch die sowjetischen Streitkräfte wurden einige Lagerhallen nahe dem ehemaligen Reaktor errichtet.

## Entwicklung seit Abzug der russischen Streitkräfte 1994
1994 erfolgte der Abzug der russischen Streitkräfte und die Übergabe der Liegenschaft in das allgemeine Grundvermögen der Bundesvermögensverwaltung. Zunächst verwaltete die Bundeswehr das Gelände, welches zunehmend verwahrloste und wegen der ein halbes Jahrhundert zurückliegenden Experimente mit radioaktiven Substanzen ein Sperrgebiet blieb.
Seit 1994 veranstaltet der Heimatverein in Kummersdorf-Gut Führungen und betreut das gesamte Gelände. Die Gebäude sind leer, das Gangsystem des Südblockes ist größtenteils – mit Gummistiefeln – begehbar. Die unterirdischen Medienstollen stehen bis zur Oberkante unter Wasser.
Alle Unterlagen der Anlage wurden abtransportiert, es gibt nur wenige glaubwürdige, unvollständige Dokumentationen und Publikationen zu diesem Gelände.
Die Messungen des Bundesamtes für Strahlenschutz am 16. Februar und 21. März 2000 ergaben nur minimal erhöhte Aktivität auf einem Gelände von 15 m × 15 m um den ehemaligen Versuchsreaktor, ausgelöst durch einen erhöhten Natururangehalt im Erdboden. Eine gesundheitsgefährdende Kontamination des Geländes durch radioaktive Isotope ist laut Bericht des Bundesamtes nicht gegeben.
Seit Juni 2007 steht das Gelände der Heereswaffenversuchsanstalt unter Denkmalschutz. Hier befindet sich heute das Historisch-Technische Museum Kummersdorf.
Am 1. März 2012 erfolgte der Übertrag in das Allgemeine Grundvermögen des Landes Brandenburg.